# Masse d'Agen
Pour les articles homonymes, voir Masse (homonymie).
La Masse d'Agen est une rivière du sud de la France qui coule dans le département de Lot-et-Garonne. C'est un affluent droit de la Garonne.

## Confusions éventuelles
Sur les cartes du Géoportail, plusieurs cours d'eau du département de Lot-et-Garonne portent le nom de « Masse ». Pour les différencier, le Sandre en a appelé trois en fonction d'une commune qu'ils arrosent :
- la Masse d'Agen, affluent de la Garonne[1],[2] ;
- la Masse de Prayssas, autre affluent de la Garonne[3],[4] ;
- la Masse de Pujol(s), affluent du Lot[5],[6].

Il existe également un ruisseau appelé la Masse, qui arrose Saint-Léon et se jette dans la Cave,.

## Géographie

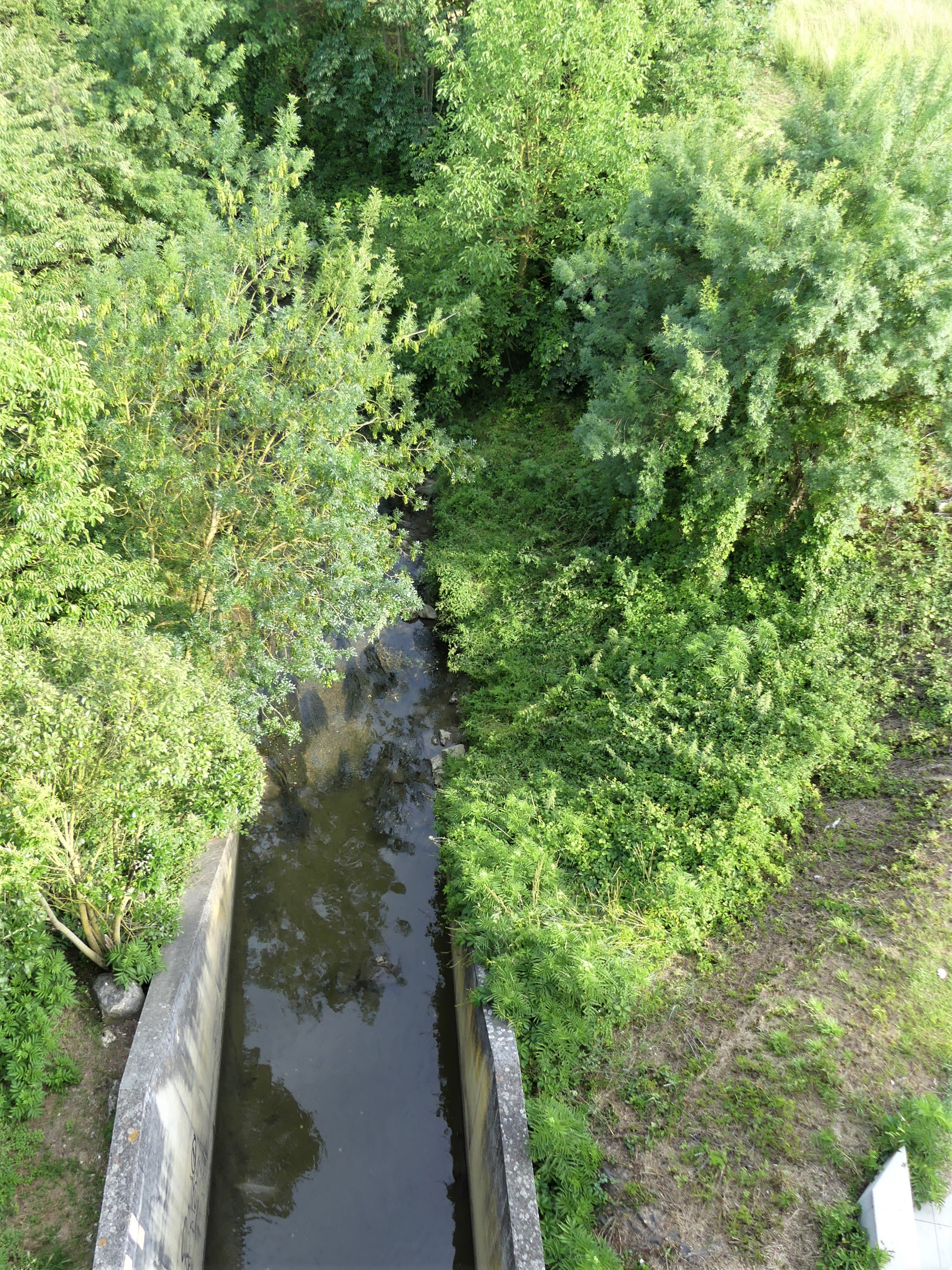
La Masse d'Agen vue depuis le pont-canal d'Agen. Vue vers l'amont.

La Masse d'Agen prend sa source à 174 mètres d'altitude sur la commune de Monbalen, au lieu-dit Grelot.
Elle reçoit en rive droite son affluent le Bernou, passe sous la route départementale (RD) 310 au village de Saint-Arnaud (commune de Bajamont) et presque aussitôt sous la ligne ferroviaire Périgueux-Agen. Elle est grossie successivement en rive gauche par le ruisseau de Laroque, à droite par le Labat et à gauche par le ruisseau de l'Aurandane. Elle passe une seconde fois sous la ligne ferroviaire, entre à Agen puis passe sous le canal latéral à la Garonne et à deux reprises sous la RD 656 (avenue Robert-Schumann et cours du 14-Juillet). Sur plus d'un kilomètre, son cours continue en souterrain sous les voies ferrées de la gare d'Agen. Ressortie en surface, la Masse d'Agen est franchie successivement par la RD 813 et le pont-canal. Environ 300 mètres plus loin, elle se jette en rive droite dans la Garonne, à 35 mètres d'altitude, sur la commune d'Agen, dans le quartier de Rouquet.
De direction globale nord-est vers sud-ouest, la Masse d'Agen est longue de 18,11 km. Avec un dénivelé de 139 mètres, sa pente moyenne s'établit à 7,68 mètres par kilomètre.

### Communes traversées
La Masse d'Agen baigne six communes du département de Lot-et-Garonne, soit d'amont vers l'aval : Monbalen (source), Laroque-Timbaut, La Croix-Blanche, Bajamont, Pont-du-Casse et Agen (confluence avec la Garonne).

### Affluents et nombre de Strahler
La Masse d'Agen a deux bras secondaires, et 13 affluents du bras principal répertoriés par le Sandre, auxquels s'ajoute un affluent sans nom d'un bras secondaire ; les trois plus longs sont le ruisseau de l'Aurandane : 10,05 km, le ruisseau de Laroque : 5,71 km et le Bernou : 3,63 km.
Parmi ces 14 affluents, seuls le ruisseau de l'Aurandane et un autre affluent ont un ou plusieurs affluents mais aucun sous-affluent. Le nombre de Strahler de la Masse d'Agen est donc de trois.

### Bassin versant
Son bassin versant s'étend sur 75 km2. Il fait partie de la zone hydrographique « La Garonne du confluent de la Masse d'Agen (incluse) au confluent de la Seynes », et en tangente un autre à sa confluence avec la Garonne « La Garonne du confluent du Gers au confluent de la Masse d'Agen », au sein du bassin bien plus étendu « La Garonne, l'Adour, la Dordogne, la Charente et les cours d'eau côtiers charentais et aquitains ».
Outre les six communes arrosées par la Masse d'Agen, son bassin versant en concerne deux autres : Sauvagnas, arrosée par le ruisseau de l'Aurandane et Bon-Encontre, où un affluent sans nom du ruisseau de l'Aurandane prend sa source.

## Hydrologie
Le bassin de la Masse se situe intégralement dans le Pays de Serres, qui influe fortement sur son hydrologie. En effet, le plateau karstique assure au nombreuses sources du bassin un étiage non nul, à l'instar de ses voisins Ségone et Séoune mais en opposition avec les ruisseaux en rive gauche de la Garonne, comme la Jorle, ou le ruisseau de Labourdasse.
Compte tenu de l'exiguïté du bassin, les crues de la Masse peuvent être très importantes (55 m3/s en 1993, QIX100 de 48 m3/s[source insuffisante]), c'est pourquoi l'agglomération d'Agen a fortement aménagé les différents cours d'eau du bassin.

## Environnement
Sur les trois premiers kilomètres de son cours, trois zones naturelles d'intérêt écologique, faunistique et floristique (ZNIEFF) concernent les coteaux qui entourent la Masse d'Agen et quelques affluents.
La ZNIEFF de type 2 « zone amont du ruisseau de la Masse », répartie sur trois communes, La Croix-Blanche, Laroque-Timbaut et Monbalen,, dans laquelle ont été répertoriées 20 espèces végétales déterminantes, ainsi qu'une espèce d'oiseaux (non déterminante) et 123 autres espèces végétales.
À l'intérieur de cette ZNIEFF se trouvent deux ZNIEFF de type 1 :
- les « pechs de Bouyssou et de Vitrac » sur les communes de Laroque-Timbaut et Monbalen[19],[20], dans laquelle ont été répertoriées 21 espèces végétales déterminantes, ainsi que 114 autres espèces végétales[19] ;
- le « terrain militaire de la Croix-Blanche » sur la seule commune de La Croix-Blanche[21],[22], dans laquelle ont été répertoriées cinq espèces végétales déterminantes, ainsi qu'une espèce d'oiseaux (non déterminante) et 26 autres espèces végétales[21].

À sa confluence avec la Garonne, le fleuve est un site du réseau Natura 2000, « La Garonne en Nouvelle-Aquitaine », qui concerne 106 communes  de Lot-et-Garonne et de Gironde riveraines de la Garonne, dont Agen,. Douze espèces animales et une espèce végétale inscrites à l'annexe II de la directive 92/43/CEE de l'Union européenne y ont été répertoriées.

## Patrimoine
À proximité de son cours se situent plusieurs édifices protégés au titre des monuments historiques :
- à Pont-du-Casse, l'église Sainte-Foy-de-Jérusalem[26] ;
- à Agen, la cathédrale Saint-Caprais[27], les ruines de l'ancienne église Saint-Hilaire[28] et le pont-canal sur la Garonne[29].

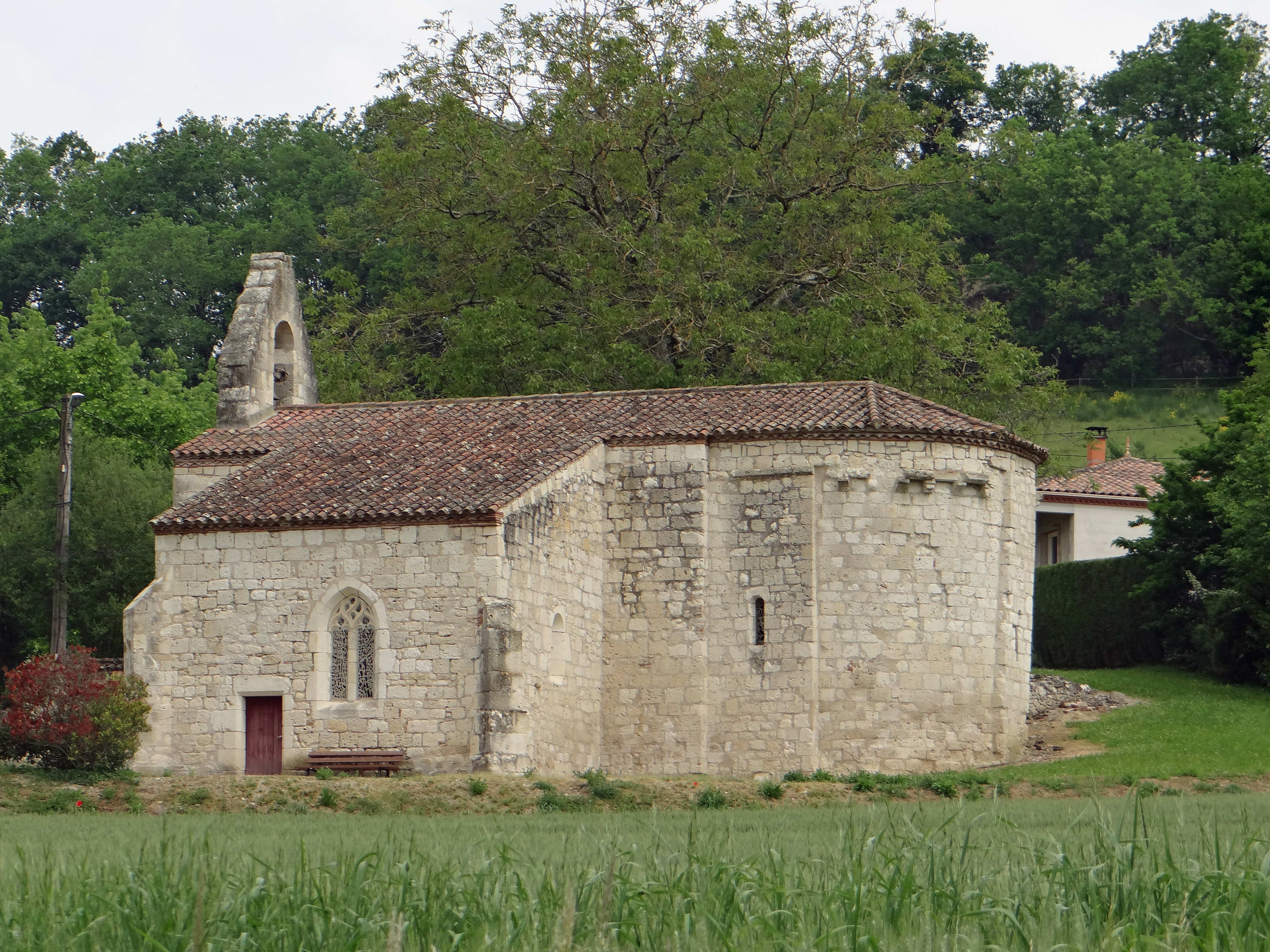
L'église Sainte-Foy-de-Jérusalem.
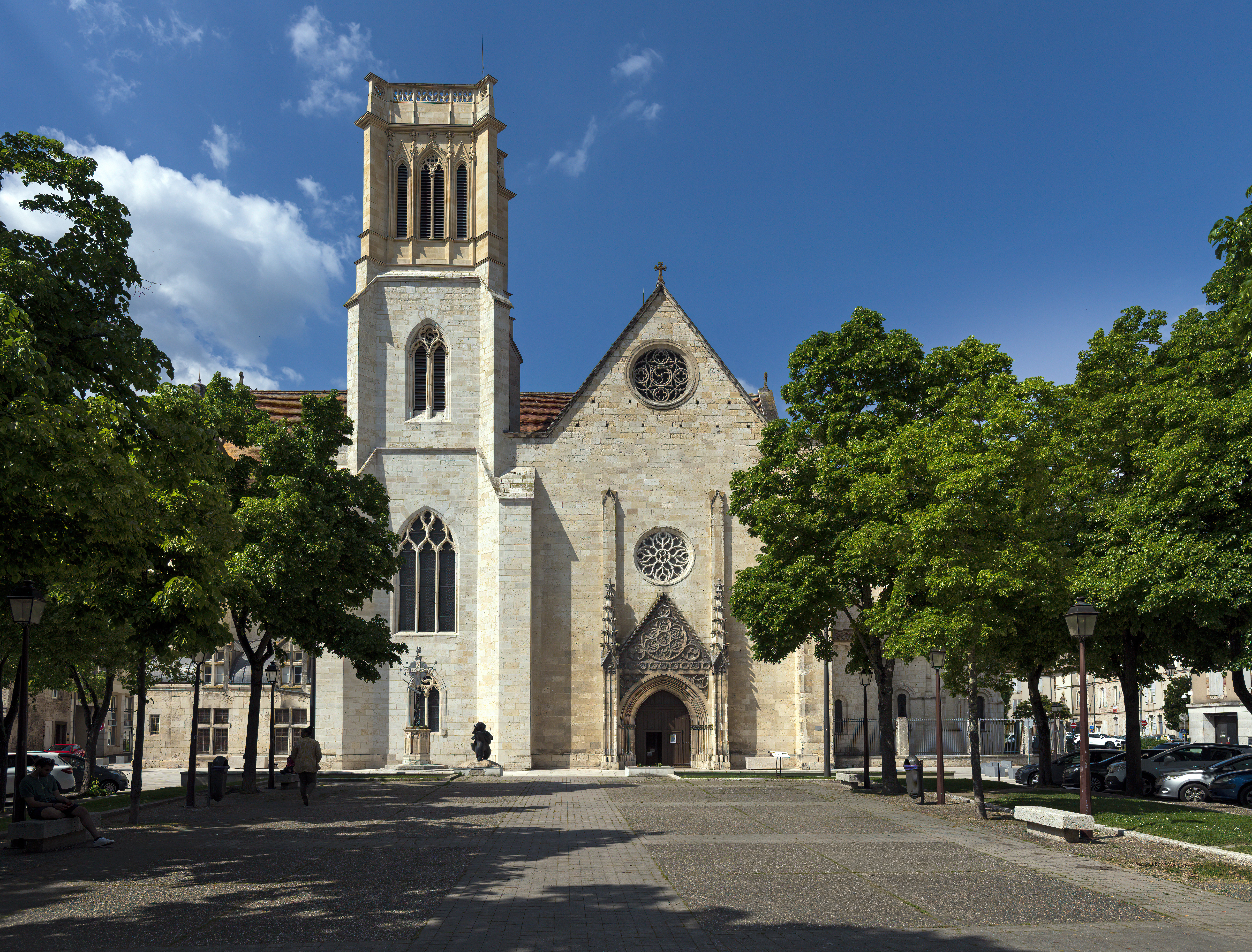
La cathédrale Saint-Caprais.
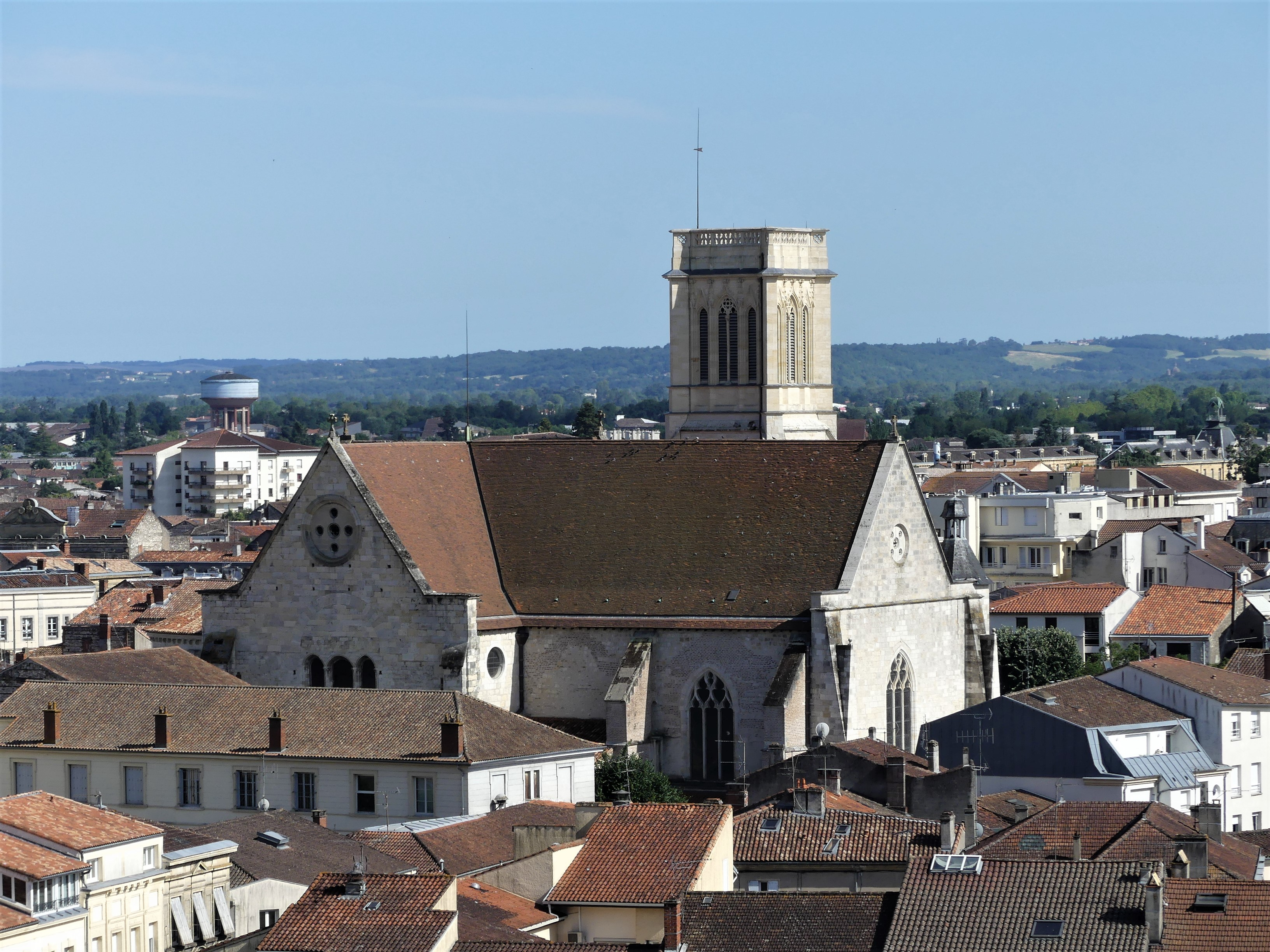
Idem.
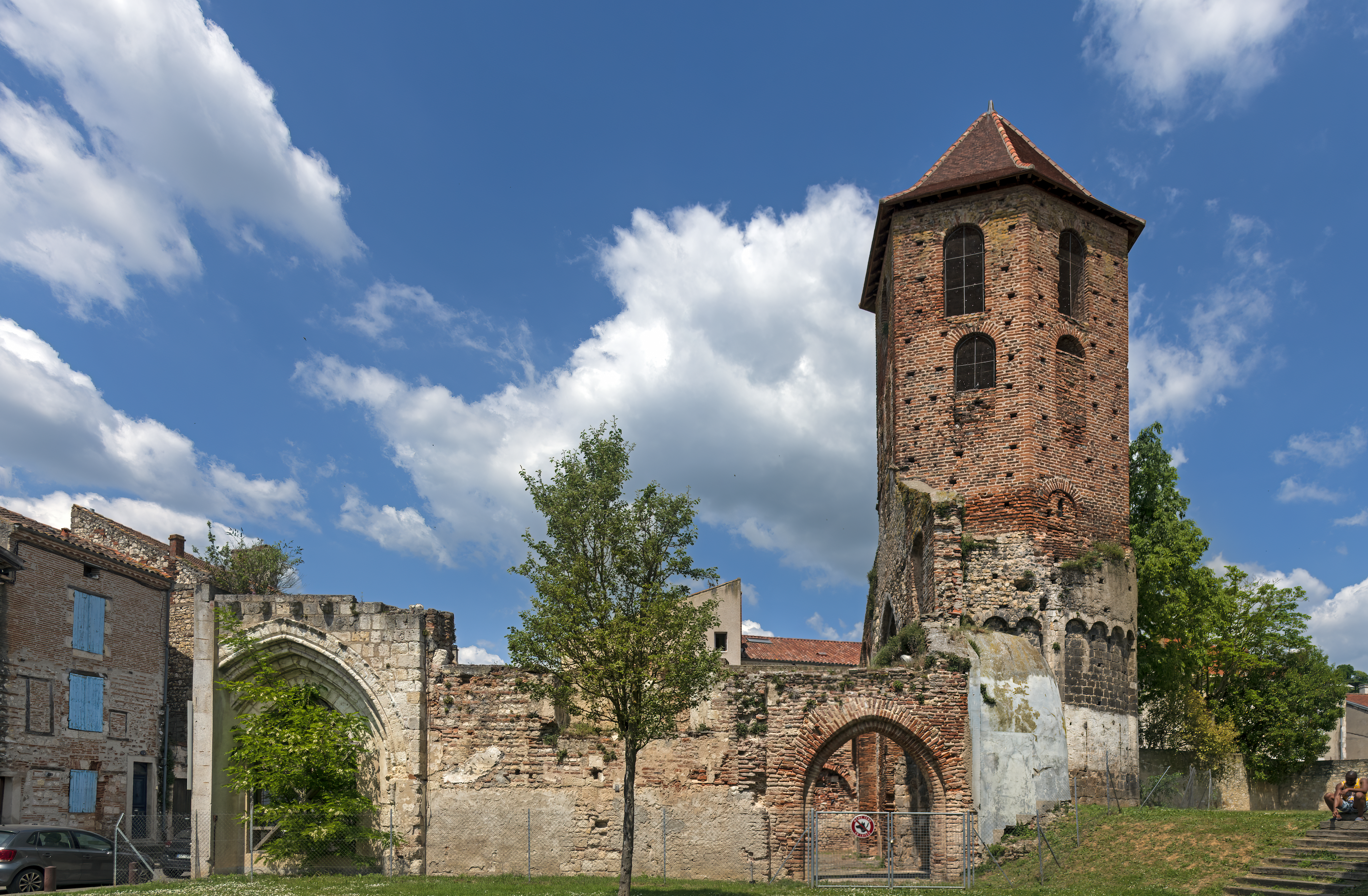
L'ancienne église Saint-Hilaire.
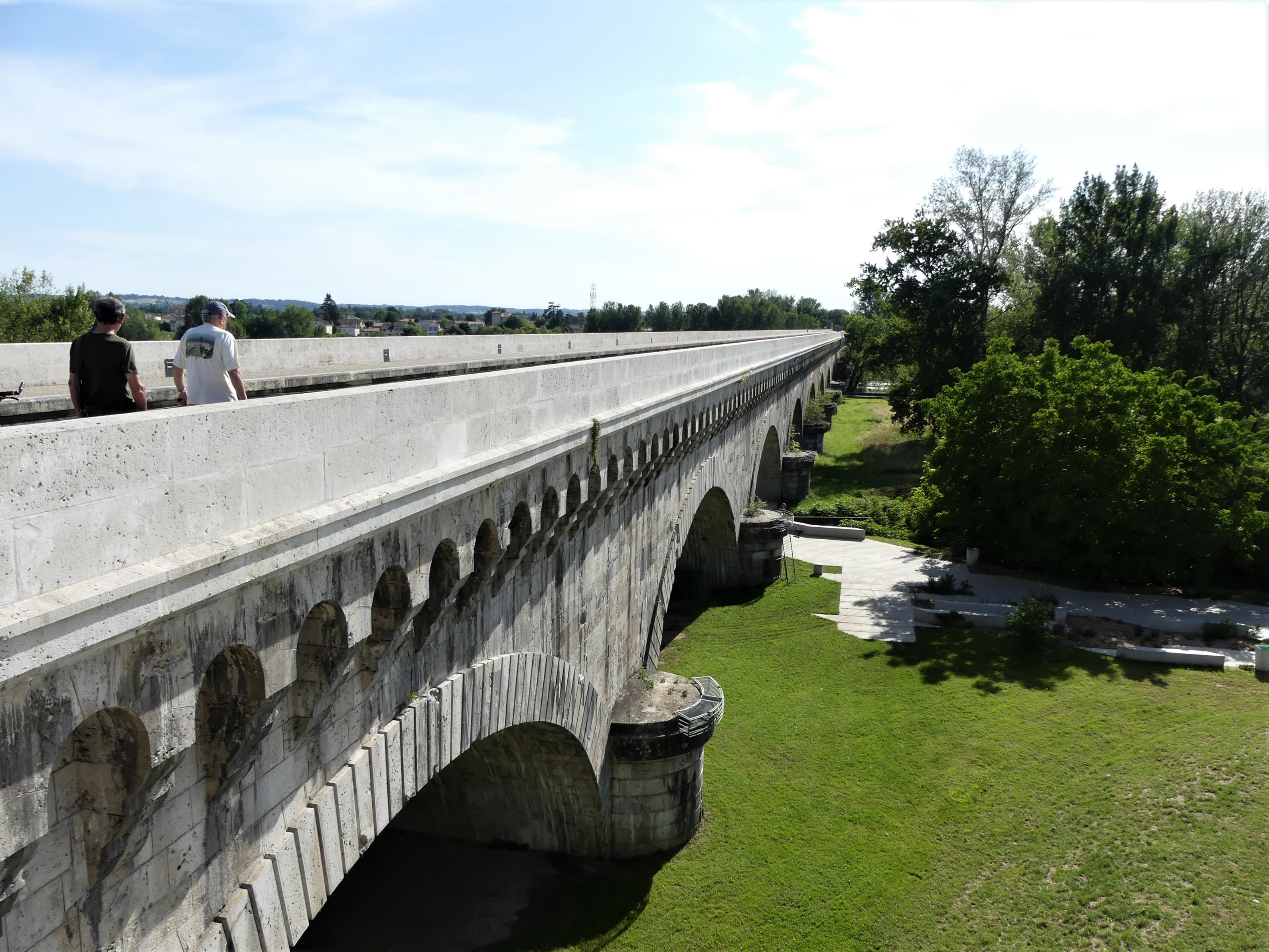
Le pont-canal.